# Maxillarganglion
Das Maxillarganglion (Ganglion maxillare) ist ein Nervenzellknoten (Ganglion) im Nervensystem der Krebstiere, der Tausendfüßer und ursprünglicher Insekten. Es ist eines der Ganglien des Strickleiternervensystems als Merkmal der Gliederfüßer.
Das Maxillarganglion gehört zu den drei vorderen Ganglienpaaren, durch die die Mundwerkzeuge versorgt werden, außerdem handelt es sich dabei um das Labialganglion (Ganglion labiale) bzw. das homologe Ganglion der 2. Maxille bei Krebstieren und das Mandibularganglion (Ganglion maxillare). Bei höheren Insekten verschmelzen die drei Einzelganglien zum Unterschlundganglion.